# Chamaesphecia breyeri
Chamaesphecia breyeri is een vlinder uit de familie wespvlinders (Sesiidae), onderfamilie Sesiinae.
De wetenschappelijke naam van de soort is voor het eerst geldig gepubliceerd door Köhler in 1941. De soort komt voor in het Neotropisch gebied.